# Quadro de medalhas dos Jogos Olímpicos de Verão de 1936

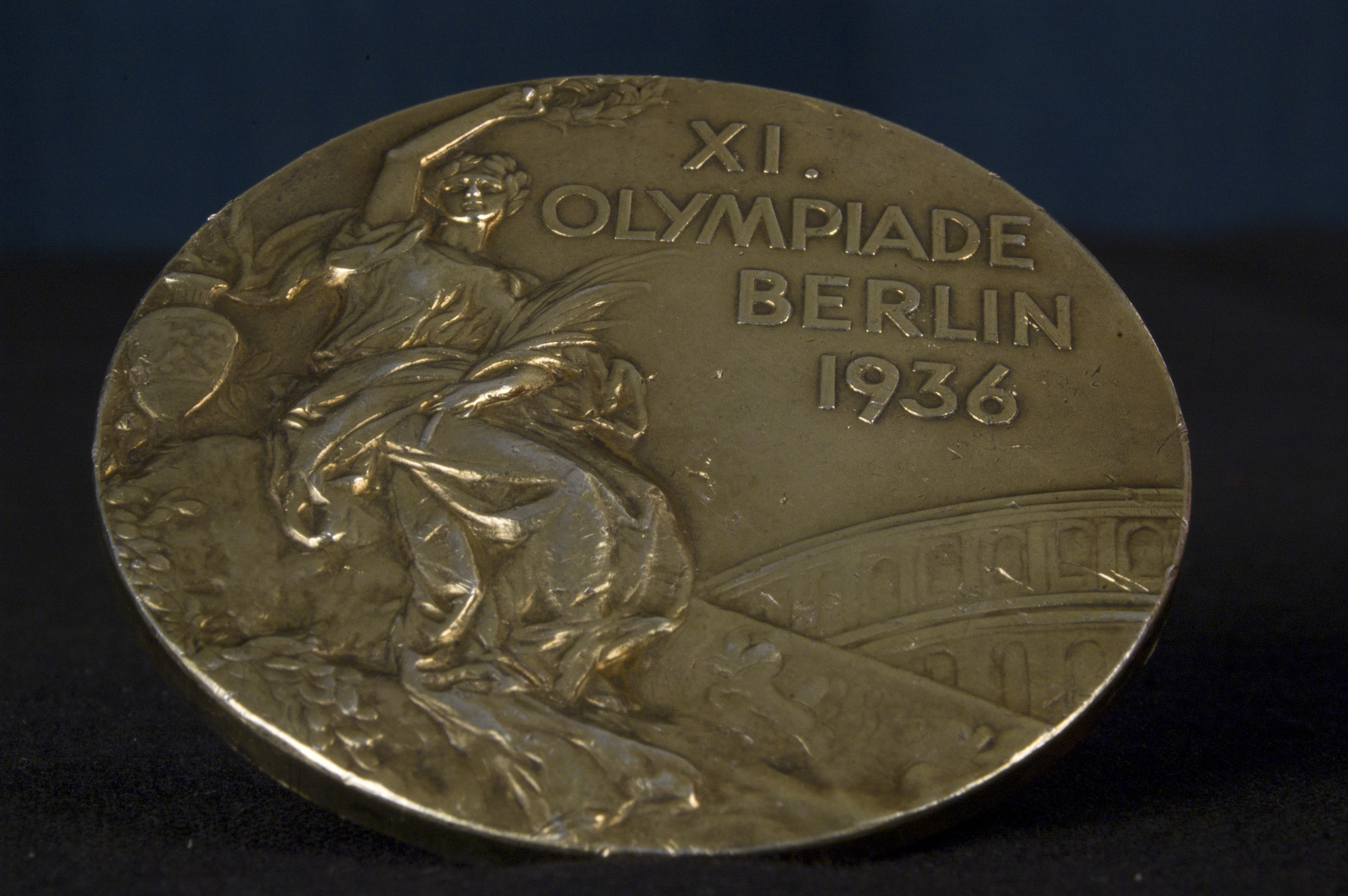
Uma medalha de ouro dos Jogos Olímpicos de Verão de 1936

Os Jogos Olímpicos de Verão de 1936, oficialmente conhecidos como Jogos da XI Olimpíada, foram um evento multiesportivo internacional realizado em Berlim, Alemanha, de 1º a 16 de agosto. Berlim já havia sido escolhida para sediar os Jogos Olímpicos de Verão de 1916, que foram posteriormente cancelados devido à Primeira Guerra Mundial. Os Jogos de 1936 tiveram 3 963 atletas de 49 Comitês Olímpicos Nacionais (CONs) participando de um total de 129 eventos em 19 esportes. Este foi o maior número de nações representadas em qualquer edição dos Jogos até aquela data. Atletas de 32 países conquistaram medalhas, dos quais 21 garantiram pelo menos uma medalha de ouro. Como resultado, 17 nações ficaram sem nenhuma medalha. O país-sede, a Alemanha, conquistou um total de 89 medalhas, um recorde para uma equipe alemã unida, embora a Alemanha Oriental tenha quebrado esse recorde em 1976, 1980 e 1988.
Um boicote por parte dos Estados Unidos foi sugerido devido ao regime nacional-socialista da Alemanha, mas não foi implementado. Os outros CONs que ameaçaram boicotar os Jogos pelo mesmo motivo foram o Reino Unido, a França, a Suécia, a Checoslováquia e os Países Baixos. Uma Olimpíada Popular alternativa foi planejada para acontecer em Barcelona, Espanha, mas foi cancelada no último momento após a eclosão da Guerra Civil Espanhola, depois que os atletas já haviam começado a chegar. A guerra civil também significou que o CON da Espanha não viria a competir nos Jogos de 1936. Embora nenhum comitê decidiu boicotar os Jogos por motivos antinazistas, ocorreu um boicote aos Jogos liderado por judeus multinacionais, com atletas individuais se recusando a participar. Além disso, a recusa da IAAF em permitir que atletas da Irlanda do Norte competissem pelo Conselho Olímpico da Irlanda em eventos de atletismo levou o Estado Livre Irlandês ao boicote.
Marjorie Gestring se tornou a campeã olímpica mais jovem de todos os tempos aos 13 anos, conquistando uma medalha de ouro no trampolim feminino de 3 metros. Como a Coreia estava sob domínio japonês, os atletas coreanos que esperavam competir nos Jogos foram obrigados a se apresentar para a equipe japonesa. Sohn Kee-chung, competindo como Kitei Son, ganhou o ouro na maratona, fato que o tornou o primeiro medalhista de ouro do Japão nestes Jogos e o primeiro coreano a ganhar uma medalha. Seu conterrâneo Nam Sung-yong ganhou a medalha de bronze no mesmo evento.

## Quadro de medalhas

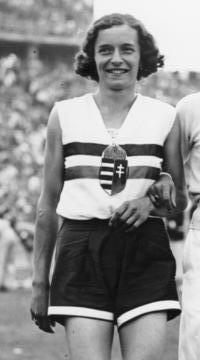
Ibolya Csák, medalhista de ouro para a Hungria no salto em altura

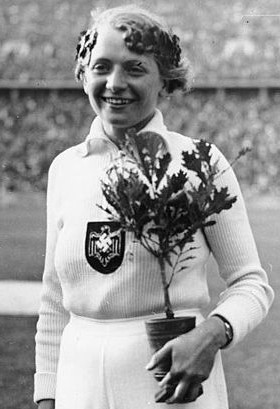
Tilly Fleischer, medalhista de ouro para a Alemanha no lançamento de dardo

A classificação neste quadro é baseada em informações fornecidas pelo Comitê Olímpico Internacional (COI) e é consistente com a convenção do COI em seus quadros de medalhas publicados. Por padrão, a tabela é ordenada pelo número de medalhas de ouro que os atletas de um Comitê Olímpico Nacional conquistaram (uma nação é representada nos Jogos pelo Comitê Olímpico Nacional associado). O número de medalhas de prata é levado em consideração a seguir e, em seguida, o número de medalhas de bronze. Se os CONs ainda estiverem empatados, a mesma classificação será fornecida e eles serão listados em ordem alfabética por código de país do COI.
Um empate na categoria de peso leve da competição de halterofilismo resultou na entrega de medalhas de ouro para o austríaco Robert Fein e para o egípcio Anwar Mesbah, e resultou na impossibilidade de uma medalha de prata para aquele evento. Um empate pelo terceiro lugar na competição de solo dos eventos de ginástica resultou em medalhas de bronze para o alemão Konrad Frey e para o suíço Eugen Mack. Isso resultou em 130 medalhas de ouro e bronze sendo concedidas, mas apenas 128 medalhas de prata.
| Ordem | País               | Medalha de ouro | Medalha de prata | Medalha de bronze |     |
| ----- | ------------------ | --------------- | ---------------- | ----------------- | --- |
| 1     | GER Alemanha       | 38              | 31               | 32                | 101 |
| 2     | USA Estados Unidos | 24              | 21               | 12                | 57  |
| 3     | HUN Hungria        | 10              | 1                | 5                 | 16  |
| 4     | ITA Itália         | 9               | 13               | 5                 | 27  |
| 5     | FIN Finlândia      | 8               | 5                | 6                 | 19  |
| 6     | FRA França         | 7               | 6                | 6                 | 19  |
| 7     | SWE Suécia         | 6               | 5                | 9                 | 20  |
| 8     | JPN Japão          | 6               | 4                | 8                 | 18  |
| 9     | NED Países Baixos  | 6               | 4                | 7                 | 17  |
| 10    | GBR Grã-Bretanha   | 4               | 7                | 3                 | 14  |
| 11    | AUT Áustria        | 4               | 6                | 3                 | 13  |
| 12    | TCH Checoslováquia | 3               | 5                |                   | 8   |
| 13    | ARG Argentina      | 2               | 2                | 3                 | 7   |
| 13    | EST Estônia        | 2               | 2                | 3                 | 7   |
| 15    | EGY Egito          | 2               | 1                | 2                 | 5   |
| 16    | SUI Suíça          | 1               | 9                | 5                 | 15  |
| 17    | CAN Canadá         | 1               | 3                | 5                 | 9   |
| 18    | NOR Noruega        | 1               | 3                | 2                 | 6   |
| 19    | TUR Turquia        | 1               |                  | 1                 | 2   |
| 20    | IND Índia          | 1               |                  |                   | 1   |
| 20    | NZL Nova Zelândia  | 1               |                  |                   | 1   |
| 22    | POL Polônia        |                 | 3                | 3                 | 6   |
| 23    | DEN Dinamarca      |                 | 2                | 3                 | 5   |
| 24    | LAT Letônia        |                 | 1                | 1                 | 2   |
| 25    | RSA África do Sul  |                 | 1                |                   | 1   |
| 25    | YUG Iugoslávia     |                 | 1                |                   | 1   |
| 25    | ROM Romênia        |                 | 1                |                   | 1   |
| 28    | MEX México         |                 |                  | 3                 | 3   |
| 29    | BEL Bélgica        |                 |                  | 2                 | 2   |
| 30    | AUS Austrália      |                 |                  | 1                 | 1   |
| 30    | PHI Filipinas      |                 |                  | 1                 | 1   |
| 30    | POR Portugal       |                 |                  | 1                 | 1   |
| TOTAL | TOTAL              | 130             | 128              | 130               | 388 |

      Nação anfitriã (Alemanha)